# Walter E. Bryant

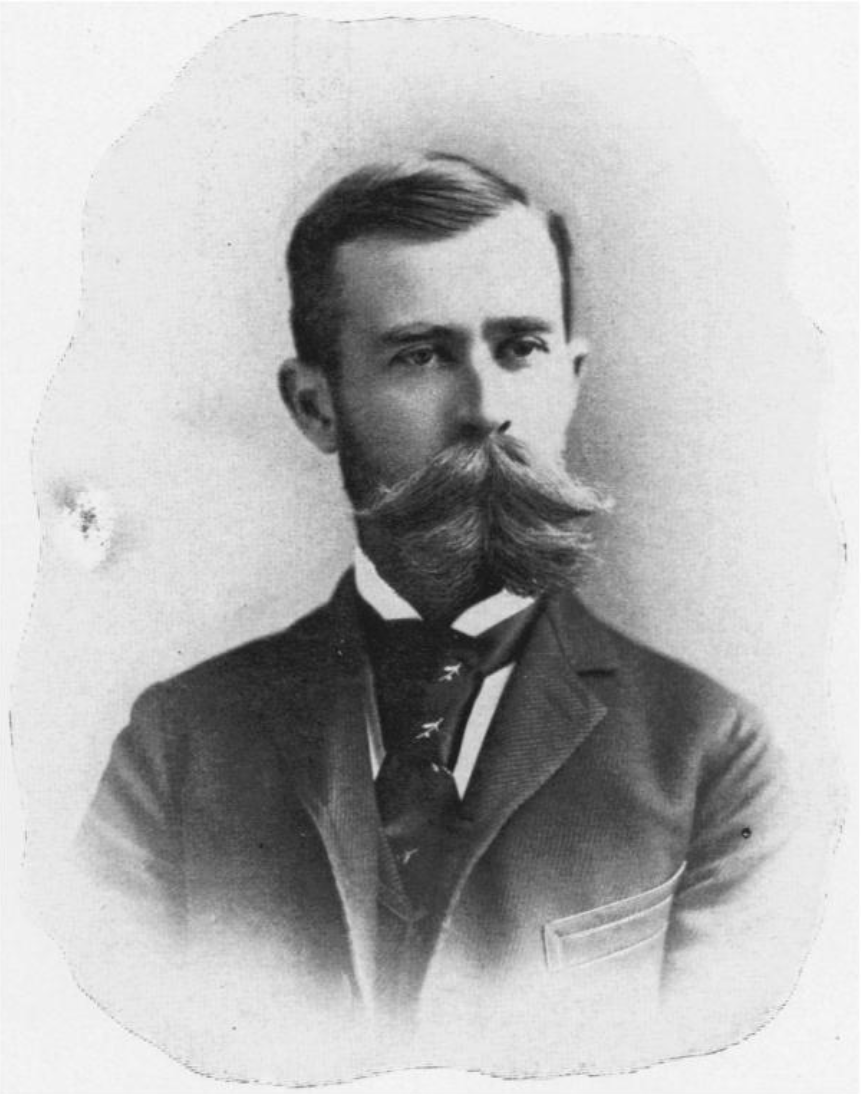
Walter E. Bryant

Walter Pierce E. Bryant (geboren am 14. Januar 1861 in Sonoma, Kalifornien; gestorben am 21. Mai 1905 in San Francisco, Kalifornien) war ein amerikanischer Ornithologe und Mammaloge, der sich vor allem mit der Vogel- und Säugetierfauna der nordamerikanischen Westküste beschäftigte.

## Leben
Walter E. Bryant wurde 1861 in Sonoma im Sonoma County in Kalifornien als Sohn von Daniel Sharp und Susan H. Byrant geboren. Als er vier Jahre alt war, zog er mit seinen Eltern nach Oakland, Kalifornien, und blieb dort bis 1896, bevor er nach Santa Rosa umzog. Seine Schulzeit verbrachte er zuerst in einer Privatschule und danach in der öffentlichen Schule von Oakland. Bereits als Kind interessierte er sich für die Natur, zudem bekam er mit sieben Jahren von seinem Vater ein Gewehr geschenkt, mit dem er von ihm umzugehen lernte. Er sammelte Insekten und Vogeleier und begann auch damit, Vögel zu präparieren. 1884 lernte er bei William T. Hornaday, wie man Säugetiere präparierte, und studierte die Museumsarbeit am National Museum und dem Museum of Comparative Zoology.
1886 wurde Bryant Kurator an der California Academy of Sciences und blieb dies bis 1894. Er unternahm zahlreiche Reisen und Sammelexpeditionen, darunter 1883 nach Oregon, 1894 und ein weiteres Mal 1895/96 auf die Insel Guadalupe, 1887/88 durch Kalifornien und nach Nevada, 1889 nach Niederkalifornien und in die Magdalena Bay, 1890 in die Golfregion und erneut nach Niederkalifornien, 1892 nach Santa Rosa del Cabo, 1901 nach Zentralamerika, 1902/03 nach Alaska sowie 1904/05 nach San Blas in Mexiko. 1888 wurde er Mitglied der American Ornithologists’ Union. 1889 war er Mitgründer und erster Präsident des California Ornithological Club, die später in den Cooper Ornithological Club überging und wo er 1894 zum Ehrenmitglied wurde.

## Forschungsschwerpunkte

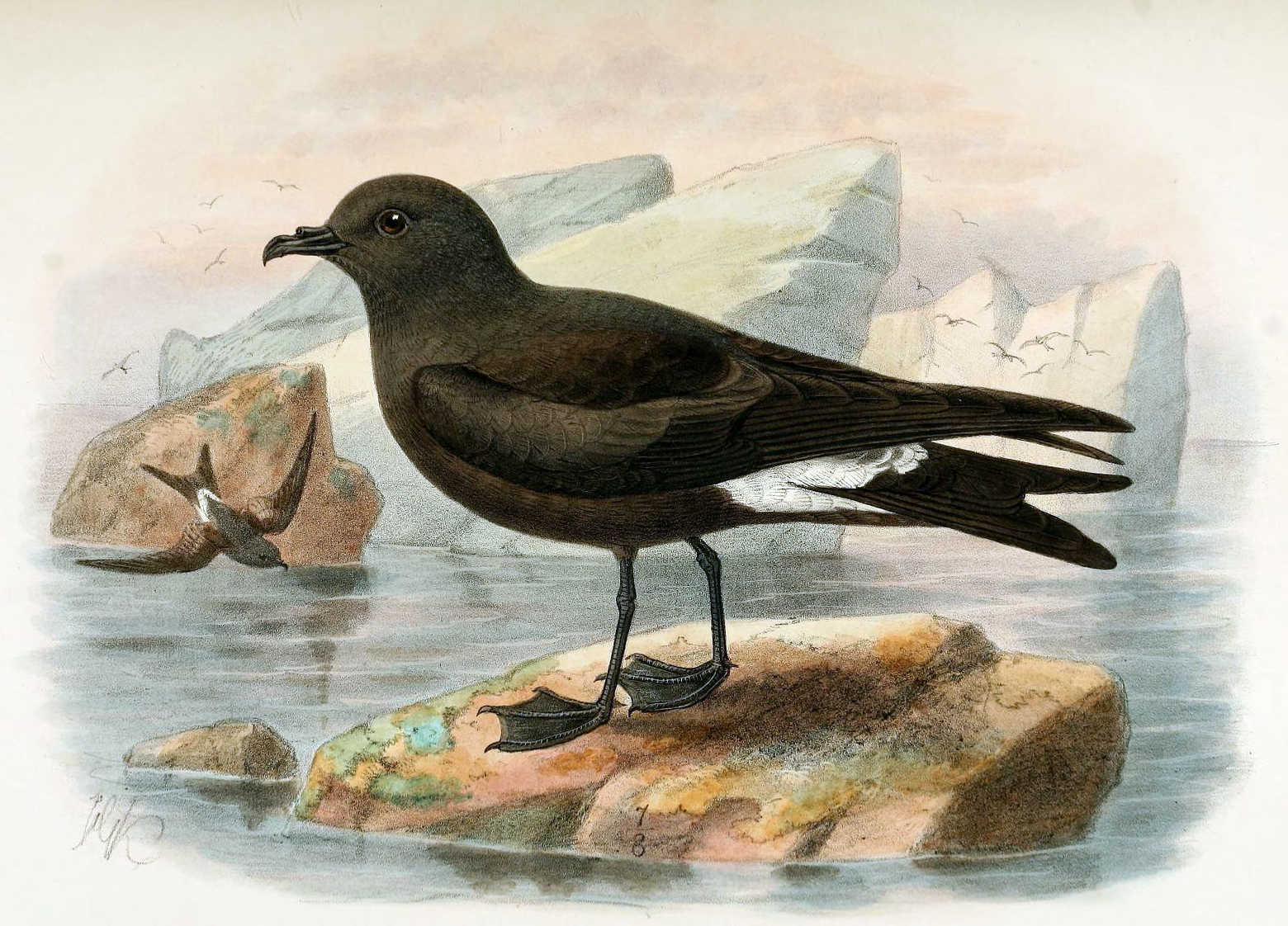
Guadalupe-Wellenläufer, von Bryant 1887 erstbeschrieben

Bryant veröffentlichte zahlreiche Artikel in wissenschaftlichen Zeitschriften, vor allem zwischen 1887 und 1889 in den Proceedings of the Californian Academy of Sciences und zwischen 1890 und 1893 in der Zoe. Seine Artikel befassen sich dabei vor allem mit Beobachtungen und Untersuchungen der Vogel- und Säugetierfauna des nordamerikanischen Westens. Byrant veröffentlichte zudem zahlreiche neue Arten, die teilweise heute noch valid sind. So beschrieb er unter den Säugetieren unter anderen den Baja-California-Ziesel und den Espiritu-Santo-Hasen sowie unter den Vögeln den Guadalupe-Wellenläufer.

## Publikationen (Auswahl)
- Description of a new Subspecies of Song Sparrow from Lower California, Mexico. In: Proceedings of the California Academy of Sciences (= Second Series). Band 1, 1888, S. 197–200 (biodiversitylibrary.org).